# اندیس کوپال
کوپال یک اندیس مصالح ساختمانی است که در حوالی شهر مارون استان خوزستان قرار دارد و مادهٔ معدنی موجود در آن، مارن است. سنگ میزبان این اندیس رس، مارن و آهک است.